# Сент-Круа-сюр-Мер
Сент-Круа́-сюр-Мер (фр. Sainte-Croix-sur-Mer) — коммуна во Франции, находится в регионе Нижняя Нормандия. Департамент коммуны — Кальвадос. Входит в состав кантона Ри. Округ коммуны — Байё.
Код INSEE коммуны — 14569.

## Население
Население коммуны на 2010 год составляло 239 человек.
| 1962 | 1968 | 1975 | 1982 | 1990 | 1999 | 2010 |
| ---- | ---- | ---- | ---- | ---- | ---- | ---- |
| 145  | 131  | 119  | 120  | 161  | 201  | 239  |

## Экономика
В 2010 году среди 167 человек трудоспособного возраста (15—64 лет) 125 были экономически активными, 42 — неактивными (показатель активности — 74,9 %, в 1999 году было 72,1 %). Из 125 активных жителей работали 119 человек (61 мужчина и 58 женщин), безработных было 6 (3 мужчин и 3 женщины). Среди 42 неактивных 21 человек были учениками или студентами, 15 — пенсионерами, 6 были неактивными по другим причинам.